# Homunculus (seriado)
Homunculus é um seriado alemão da época do cinema mudo, produzido em 1916 pela Deutsche Bioscop GmbH, sob direção de Otto Rippert. Estreou em Berlim a 18 de agosto de 1916. Foi o seriado mais popular da Alemanha durante a Primeira Guerra Mundial até mesmo influenciando a moda da época, em Berlim.
Na verdade, por ser composto originalmente de seis episódios de longa duração, com uma média de 60 minutos cada (os mais longos 69, e o mais curto 52 minutos), perfazendo um total de mais de 360 minutos, pode ser considerado mais uma série do que um seriado.
O tema de Homunculus é a criatura artificial, tema recorrente em vários filmes da época, como Der Golem (1914 e 1920), Alraune (1918, 1928, 1930) e Metrópolis (1926).

## Elenco
- Olaf Fønss	 	...	Homunculus/Richard Ortmann
- Ernst Ludwig	 ...	Prof. Ortmann
- Albert Paul		 ...	Dr. Hansen
- Lore Rückert	 ...	Margarete Hansen
- Max Ruhbeck	 ...	Steffens
- Friedrich Kühne	 ...	Edgar Rodin
- Theodor Loos	 ...	Sven Friedland
- Mechthildis Thein	 ...	Margot

## Enredo
Por muito tempo, o cientista Prof. Ortmann sonha em fazer uma criatura "artificial". Seu discípulo, Dr. Hansen, faz este experimento, e cria "Homunculus", o ser perfeito. Contudo, a criatura tem um erro central: não é capaz de amar. Quando Homunculus faz 25 anos, começa a investigar suas origens e descobre o segredo de seu nascimento. Este reconhecimento evoca nele um ódio sem limites contra seus criadores, Dr. Hansen e sua filha Margarete. Ela adora Homunculus, embora saiba que ele não é capaz de amar. Ele a impulsiona para a morte e faz um juramento de vingança, anunciando-o para a humanidade, espalhando medo e ansiedade.
Homunculus embarca em uma viagem através do mundo, em sua busca de amor. No Oriente, chega ao Príncipe de Dalasagea, que está paralítico, e com suas habilidades sobre-humanas consegue curar o Príncipe. Mas, após isso, é expulso e perseguido. Elonore, a atraente filha do Príncipe, seu cão e Edgar Rodin, um colega do seu criador, Hansen, seguem-no.
Homunculus e Edgar fazem uma invenção que permite destruir o mundo, mas antes ele quer explorar o amor. Ele tenta entender o amor de diversas formas, sempre acabando decepcionado com a raça humana, e planejando sua destruição.
Homunculus torna-se, posteriormente, o líder de uma empresa de sucesso, sob o nome Richard Ortmann. Suas frias práticas de negócios e sua intransigência em breve o levam a uma grande insatisfação entre os trabalhadores. Mas Homunculus faz jogo duplo: enquanto trata os empregados com dureza implacável, desperta nos trabalhadores o ódio do povo contra as autoridades. Sven Fredland, um membro da empresa, que prega o amor e compreensão, é preso por Homunculus em uma caverna. Um dia Ortmann/Homunculus conhece a trabalhadora Margot, que sente-se atraída por ele. Mas a jovem rapidamente é repelida pela insensibilidade da Homunculus. Ela consegue libertar Fredland, e Homunculus é perseguido e jura, amargamente, vingança contra a humanidade.
Homunculus foge e esconde-se de seus perseguidores, mas novamente semeia desarmonia e conflito entre as pessoas. Quando conhece uma menina órfã, leva-a aos pais de Rudolf o pastor, tentando reuni-los para produzir uma nova raça humana, em uma ilha deserta. Mas o plano falha, porque Rudolf tenta matar Homunculus quando descobre sua verdadeira identidade. Em vingança, Homunculus destrói toda a ilha, junto com o jovem casal. Seu fiel companheiro Edgar Rodin fica tão chocado com este ato que renuncia à amizade de Homunculus e o ameaça de morte.
Edgar Rodin e Dr. Hansen, o criador de Homunculus, decidem, finalmente colocar um fim à loucura e salvar a terra. Para conseguir isso, eles criam um segundo Homunculus, de forma a que fogo seja combatido com fogo. Quando o segundo Homunculus tem doze anos de idade, o antigo Homunculus descobre seu esconderijo e quer matá-lo instantaneamente. No último momento, Rodin consegue escapar com o menino. Dez anos mais tarde, o jovem Homunculus vai combater o antigo, num confronto final entre os dois seres artificiais, em uma montanha.

## Capítulos
1. O nascimento de Homunculus
2. O Livro Misterioso
3. O amor de Homunculus
4. A vingança de Homunculus
5. A destruição da raça humana
6. O fim de Homunculus

## Produção

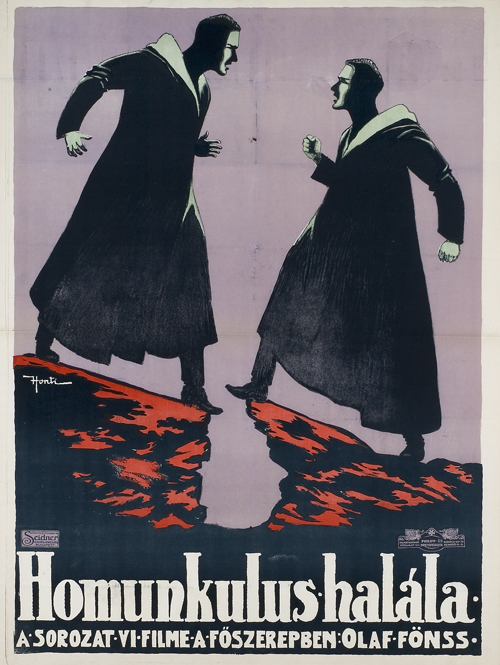
Cartaz da estréia húngara do capítulo 6 do seriado Homunculus. Autor: Nándor Honti.

As filmagens do seriado começaram em maio de 1916, no Bioscop-Ateliers, em Neubabelsberg. O então famoso astro de cinema dinamarquês Olaf Fönss foi o mais cotado para o papel principal, e sua remuneração, segundo a revista de cinema Lichtbild-Bühne, de 6 maio de 1916, foi a maior paga até então no cinema alemão. Originalmente, a Bioscop planejava contratar o irmão de Olaf, Johannes, que não mostrou nenhum interesse na fantástica trama.
O primeiro episódio do seriado foi apresentado em um show especial, a 22 de junho de 1916, no Marmorhaus, em Berlim. Os quatro episódios seguintes foram lançados no mesmo ano, e o episódio 6 em janeiro de 1917. Cada um dos episódios tinha um comprimento de quatro atos.
Robert Reinert escreveu o roteiro de seu próprio romance, e Robert A. Dietrich realizou a cenografia.
Por ter sido realizado sob a influência da Primeira Guerra Mundial, mostra uma subposição no capítulo 4, “A vingança de Homunculus”, que diz: "Der Erdball soll unter dem Wüten der Völker erzittern..." (“A terra tremerá sob o furor dos povos...”).
Em 1920, o filme original com 9163 metros foi encurtado para 6315 metros e transformado em um trio. As três partes, que tinham passado pela censura em setembro de 1920, receberam os títulos “O homem artificial”, “A aniquilação da humanidade” e “Um combate de titãs”.

## Preservação
Existem cópias no International Museum of Photography and Film, dos arquivos da George Eastman House (Roberto Pallme collection) (cópia colorizada com intertítulos italianos de 1920 foi preservada em 2002); nos arquivos de Bundesarchiv-Filmarchiv há um episódio em branco e preto; nos arquivos da Národní Filmovy Archiv também há um episódio em branco e preto; e nos arquivos da Cinémathèque Suisse há um filme de 250 metros, com intertítulos em alemão.